# Weller (Baustoff)

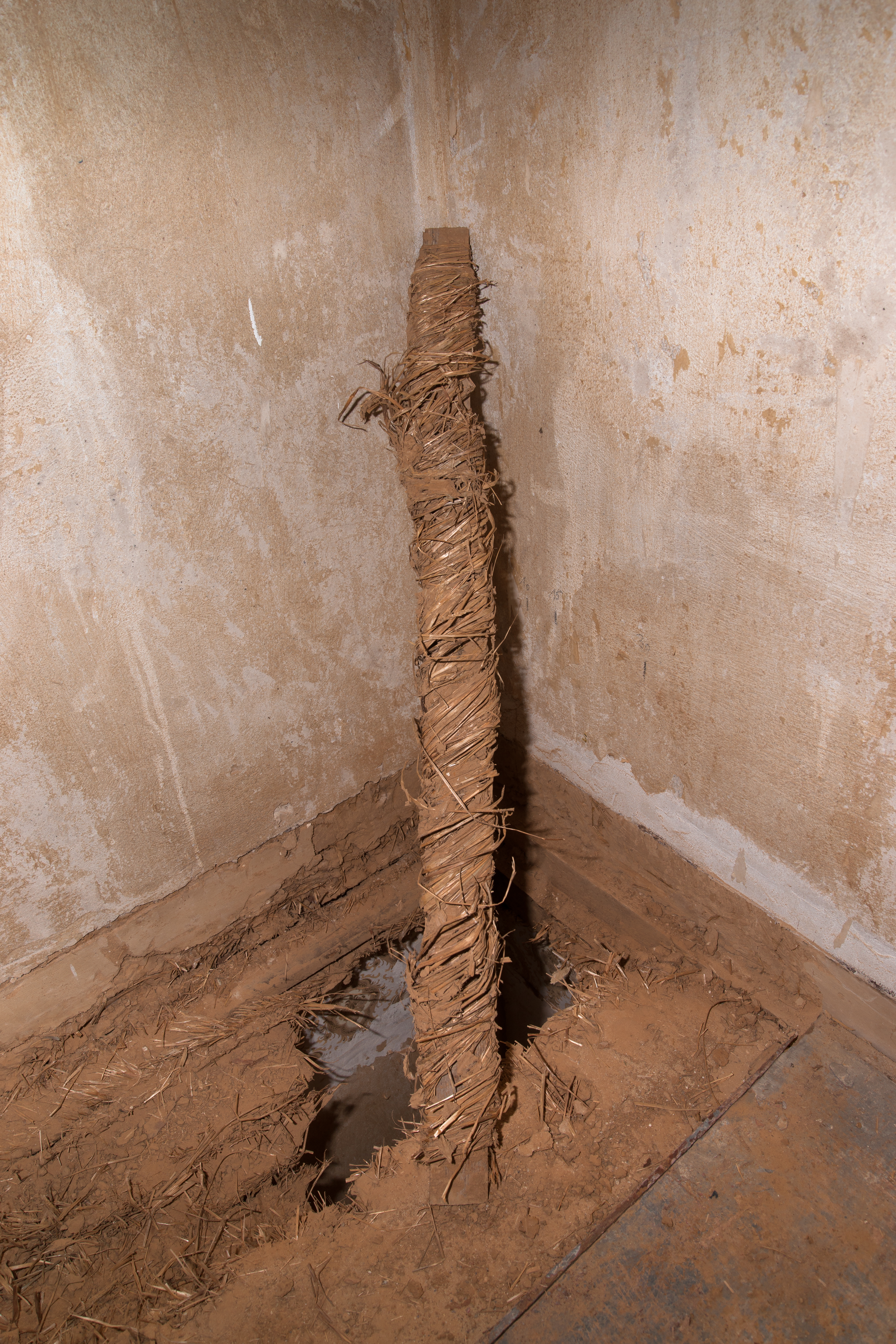
Freigelegter Weller von 1880, Blick auf die abgeflachte Seite des Staken. Wie hier zu erkennen wurden die Strohlehmwickel nach dem Einlegen häufig ober- und unterseits mit einer bis ca. 5 cm starken Schicht Lehm verstrichen, dem ebenfalls Stroh oder andere Fasern beigemischt waren. Die untere Lehmputzschicht verblieb hier nach dem Ausheben des Wickels teilweise an Ort und Stelle. Elm (Bremervörde)

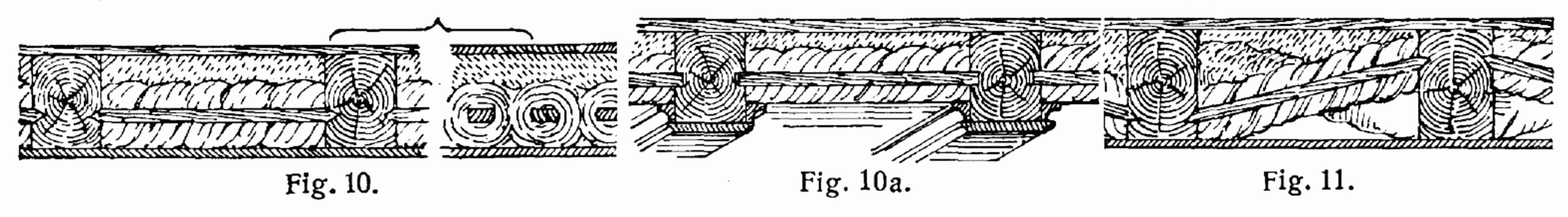
Verschiedene historische Ausführungen einer Lehmwickeldecke; Fig. 11 mit gekreuzten Staken zur Verbesserung der Quersteifigkeit der Decke

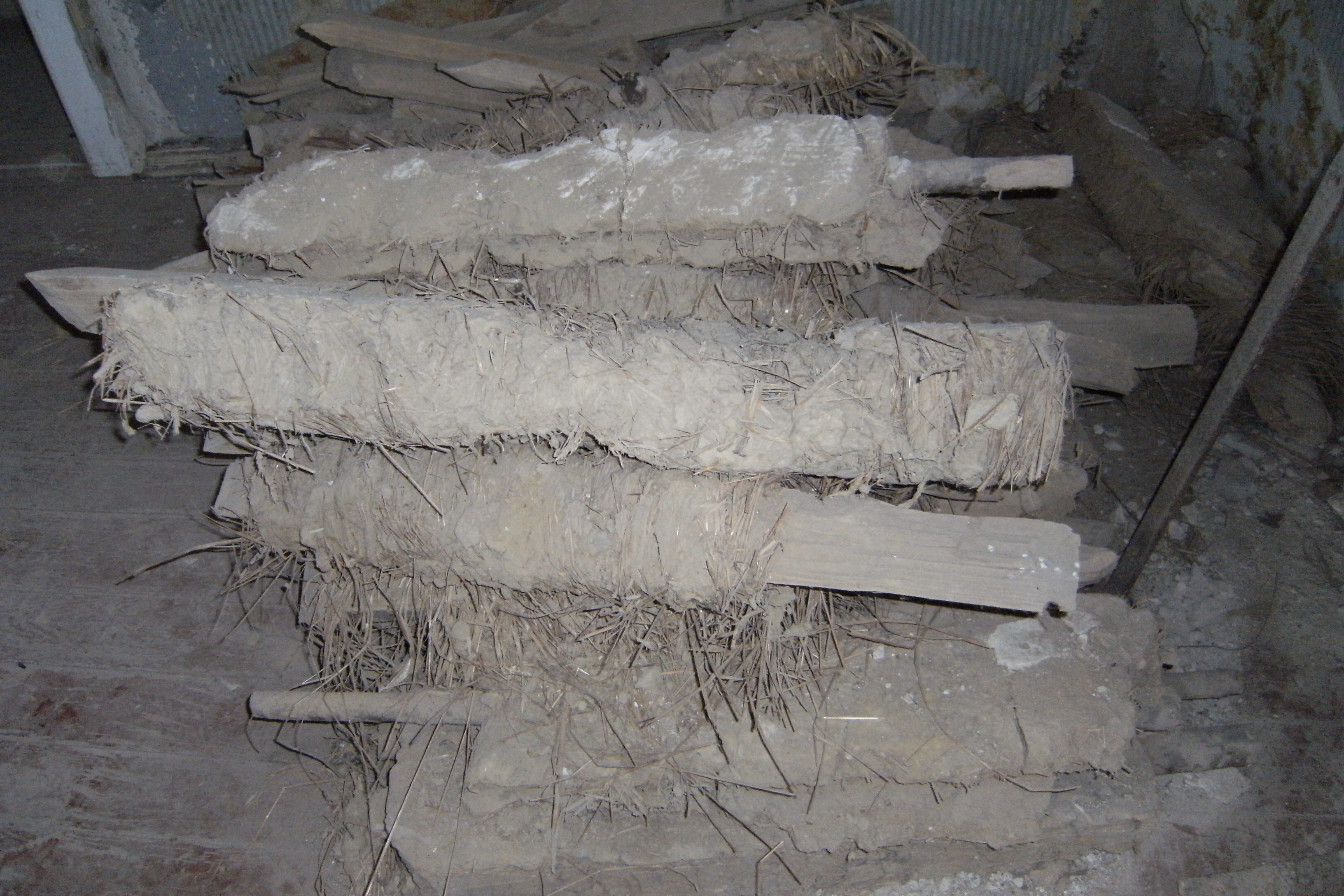
Eingelagerte, historische Lehmwickel, Wasserschloss Quilow

Wellerlehm ist eine regionale Bezeichnung für ein Stroh-Lehm-Gemisch. Der Strohanteil macht dabei oft deutlich über der Hälfte des Volumens aus, so dass sich eine Leichtlehmmischung ergibt.
Beim Lehmwellerbau wird das Stroh-Lehm-Gemisch zu einer massiven Lehmwand verarbeitet. Im Unterschied zu einer Stampflehmwand wird jedoch keine Schalung benötigt. Die Wand wird frei aufgeschichtet und durch nachträgliches Abstechen mit dem Spaten in Form gebracht.
Wenn ein mit Lehm getränkter Strang aus Stroh oder Heu um ein Wellerholz (Staken, Knüppel) gewickelt wird, erhält man einen Weller oder Strohlehmwickel, mit dem die Gefache in Fachwerkwänden gefüllt und der in die Hohlräume zwischen den Balken in Holzbalkendecken gelegt oder geschoben wurde.

## Strohlehmwickel (Strohwickel, Lehmwickel)
Lehmwickel bestehen aus grob behauenen Hölzern, die Staken, Stakhölzer oder Knüppel genannt werden. Sie werden in eine Schicht Strohlehm eingerollt, der durch Einkneten von möglichst langem und zuvor eingeweichtem Stroh in weichen Lehm angefertigt wurde.
Zur Herstellung von Lehmwickeldecken wurden die Stakhölzer durch Anspitzen der Enden auf eine gleichmäßige Breite gebracht, um sie nach dem Einwickeln in Nuten schieben zu können, die seitlich in die Deckenbalken gehauen wurden. Heute legt man sie meist auf Leisten auf, die seitlich an den Deckenbalken angebracht werden. Die Staken werden eng aneinandergeschoben, damit sich Knüppel und Lehm zu einer dichten Lage verbinden.
Bevor der Lehm trocknet, streicht man ihn mit der Kelle glatt. Nach dem Trocknen wurde die Deckenuntersicht meist mit einem Lehm- oder Kalkoberputz versehen, um Trocknungsrisse und herausstehende Strohhalme zu schlichten. Durch den luftdichten Verstrich und die Masse des Stroh-Lehm-Gemischs erhält man im Ergebnis eine Decke, die schwer genug ist, um Körperschall einigermaßen und Luftschall ausreichend zu dämpfen.
Wellerhölzer werden auch anstelle von Flechtwerk zum Füllen der Gefache von Fachwerkwänden verwendet. Je nach Dicke der Konstruktion kann eine mit Lehmstaken gefüllte Wand annähernd die Masse einer massiven Ziegelwand erreichen. Siehe auch: Klaiben